# Cia-Cia
Cia-Cia (ook Zuid-Buton of Zuid-Butong, Buton of Butung) is een Austronesische taal, die door 15 000 mensen (1986) in Zuid-Celebes, Indonesië wordt gesproken. Hoewel de naam Cia-Cia algemeen gebruikt wordt, is het eigenlijk een negatieve term.

## Classificatie
- Austronesische talen (1268)
  - Malayo-Polynesische talen (1248)
    - Celebestalen (114)
      - Muna-Butontalen (12)
        - Butontalen (3)
          - West-Butontalen (1)
            - Cia-Cia